# Karl Springer (Designer)
Karl Springer (* 1931  in Berlin; † 4. Dezember 1991 in Manhattan) war ein deutsch-amerikanischer Designer und Hersteller von Luxusmöbeln und Accessoires.

## Leben
Karl Springer emigrierte 1957 nach New York City. Der Schaufensterdekorateur arbeitete anfänglich bei Lord & Taylor, wo er seine Kenntnisse in Buchbinderei zur Herstellung von Telefontischen und Bilderrahmen mit Schlangenhaut und anderen exotischen Materialien nutzen und dabei neue Methoden entwickeln konnte. Ein Einkäufer des New Yorker Luxuskaufhauses Bergdorf Goodman fand Gefallen an seinen handgefertigten Entwürfen, die schon bald eine anspruchsvolle Kundschaft anzogen.
Anfang der 1960er Jahre eröffnete er eine erste kleine Werkstatt, in der er sich ab 1965 auf hochpreisiges Möbeldesign konzentrierte. Die Duchess of Windsor Wallis Simpson begeisterte sich für Springers Entwürfe und empfahl ihn in ihrem Bekanntenkreis. So zählten auch bald Diana Ross, Jackie Onassis, Frank Sinatra und andere zu Springers prominenten Kunden. Springer eröffnete einen großen Ausstellungsraum in New York City, später auch in Miami, Los Angeles und Tokio. Er betrieb weitere Niederlassungen in München und Chicago. 
Seine Möbel hatten einfache, vom Art déco inspirierte Formen und waren aus exotischen und luxuriösen Materialien gefertigt. Er fand Inspiration bei den Innenarchitekten Jacques-Émile Ruhlmann und Jean-Michel Frank. Andere Einflüsse in seinen Arbeiten reichten vom deutschen Bauhaus bis zur afrikanischen Kunst der Aschanti. In den 1970er und 1980er Jahren ließ er die zuletzt in den 1920er/1930er Jahren populären Materialien Shagreen (Leder eines asiatischen Haies) und Chevreauleder (Ziegenleder) in seinen Möbeln wieder aufleben. Er verwendete ebenso lackiertes Pergament, eingelegte Holzfurniere, seltene Hölzer, Metalle und Granit. Handwerker setzten seine Entwürfe weltweit um. Zur Beaufsichtigung der Werkstätten reiste Springer viel und war stets auf der Suche nach neuen Ideen, Formen und Materialien.
Karl Springer verstarb 1991 im Alter von sechzig Jahren an einer AIDS-bedingten Lymphknotenerkrankung in seinem Haus in Manhattan. Sein ehemaliger Assistent Mark Eckman erwarb 1994 die Firma Karl Springer Ltd.